# Zygonyx natalensis
Zygonyx natalensis е вид водно конче от семейство Libellulidae. Видът не е застрашен от изчезване.

## Разпространение и местообитание
Разпространен е в Ангола, Ботсвана, Гана, Гвинея, Демократична република Конго, Етиопия, Замбия, Зимбабве, Кения, Кот д'Ивоар, Малави, Мали, Мозамбик, Намибия, Нигерия, Свазиленд, Танзания, Уганда и Южна Африка.
Обитава гористи местности, места със суха почва, храсталаци, савани, крайбрежия и плажове.